# Finanzintermediär
Finanzintermediäre (englisch financial intermediaries) sind Unternehmen, die auf dem Finanzmarkt als Vermittler zwischen Nachfrage und Angebot der Wirtschaftssubjekte nach Finanzinstrumenten, Finanzierungsinstrumenten und Finanzierungstiteln treten, dieses ausgleichen und es dabei umwandeln. 

## Allgemeines
Aus den vier Gruppen der Dienstleister im Finanzwesen, nämlich Finanzgutachter (insbesondere Ratingagenturen, Unternehmensberater), Finanzauktionatoren (insbesondere Börsen, Broker), Market-Maker (insbesondere Emissionsbanken, Devisenhändler) und Finanzproduzenten (insbesondere Kreditinstitute, Versicherungen, Investmentfonds) betreiben nur die Market-Maker und Finanzproduzenten echte Finanzintermediation, weil sie Finanzkontrakte umwandeln.
Die Betrachtung von Banken als Finanzintermediäre wird seit der Finanzkrise ab 2007 von verschiedenen Zentralbanken zurückgewiesen. Sie betonen die aktive Rolle der Geschäftsbanken bei der Geldschöpfung.

## Arten
Als Finanzintermediäre kommen insbesondere Kreditinstitute, Versicherungen, Bausparkassen, Kreditkartenunternehmen, Kapitalanlagegesellschaften, Leasing- oder Factoringgesellschaften, Venture Capital Funds, Hedgefonds, Kreditvermittlung oder auch Schattenbanken in Frage. Angeboten werden Finanzinstrumente und Finanzprodukte, aber auch Vermögensverwaltung, Portfoliomanagement, Kreditservicing, Maklerpools oder bloße Finanzberatung. Nachfrager können andere Finanzintermediäre und Nichtbanken (Unternehmen, juristische Personen des öffentlichen Rechts und natürliche Personen) sein. Finanzintermediäre sind somit Mittler zwischen Kapitalangebot und Kapitalnachfrage.

## Transformationsleistungen
Finanzintermediäre bieten zur Überwindung von Unvollkommenheiten der Finanzmärkte drei Transformationsleistungen an, die sich in Fristen-, Losgrößen- und Risikotransformationsleistungen einteilen lassen. Transformation ist dabei die Umgestaltung oder Umwandlung von Finanzinstrumenten und Finanzprodukten in eine nachfragegerechte Form. Bei der Fristentransformation wandeln sie die unterschiedlichen Laufzeitinteressen der Wirtschaftssubjekte um, die Losgrößentransformation führt zur Umwandlung unterschiedlich hoher Geldbeträge, bei der Risikotransformation werden unterschiedliche Risikobereitschaften der Marktteilnehmer durch Finanzintermediäre ausgeglichen.

## Intermediation
Die Fachliteratur sieht die Intermediation in einen Zyklus eingebunden, der aus Intermediation, Disintermediation und Reintermediation insbesondere im elektronischen Handel besteht. Hier wird die These vertreten, dass auf traditionellen Märkten erfolgreiche Intermediäre zunehmend durch neue, rein elektronische Intermediäre verdrängt werden (Disintermediation). Dieser Prozess dauere so lange, bis die Verdrängten selbst digitale Technologien entwickeln und in ihre Geschäftsmodelle integrieren. Hierdurch können sie ihre frühere Marktposition wieder einnehmen (Reintermediation).
Eine traditionelle Theorie der Finanzintermediation entstand 1960, wonach die Banken die Transformation der primären Finanzierungstitel der Unternehmen (Aktien, Unternehmensanleihen) in indirekte Finanzierungstitel für Privathaushalte (Spareinlagen) oder umgekehrt übernehmen. Auf einer ersten Stufe treten Investoren als Kreditgeber und Unternehmen als Kreditnehmer direkt in Kontakt. Auf einer zweiten Stufe beginnt die Intermediation, indem sich Kreditinstitute zwischen beide stellen und die im Passivgeschäft hereingenommenen Spareinlagen im Aktivgeschäft als Unternehmensfinanzierung ausleihen. Hierbei übernehmen die Banken die Fristen-, Losgrößen- und Risikotransformation. Die dritte Stufe wird mit teilweiser Disintermediation erreicht, wenn die Geldströme über Wertpapierbörsen ausgetauscht werden und Banken allenfalls noch als Wertpapierhändler fungieren. Fällt auch diese letzte Funktion weg, wird von „totaler Disintermediation“ gesprochen. Es kommt zur Disintermediation, wenn durch Einschaltung von Intermediären die Transaktionskosten auf dem Finanzmarkt nicht mehr sinken.
Die neuere Theorie der Finanzintermediation stellt die Kontrollfunktion der Kreditinstitute in den Vordergrund. Dabei geht es unter anderem um die Kreditüberwachung, die durch Kreditinstitute professioneller und kostengünstiger durchgeführt werden kann.

## International

### Liechtenstein
Finanzintermediär ist im Fürstentum Liechtenstein eine natürliche oder juristische Person, die der Aufsicht der liechtensteinischen Finanzmarktaufsicht unterliegt und die gegenüber relevanten Personen relevante Dienstleistungen erbringt.
Relevante Dienstleistungen erbringt ein Finanzintermediär in Liechtenstein in Bezug auf relevantes Vermögen:
- der als Mitglied eines Verwaltungsrates, Treuhänderrates oder Stiftungsrates oder als leitender Angestellter amtet;
- der einen eingetragenen Firmensitz zur Verfügung zu stellen;
- der über die persönliche oder treuhänderische Einsetzungsbefugnis von Begünstigten, Treuhändern oder Vermögen verfügt;
- der jegliche Form von Vermögen, sei es nach den Bestimmungen eines Trust oder eines Vertrages, verwahrt; oder
- Bankdienstleistungen nach geltendem liechtensteinischem Recht erbringt.[13]

Nach Art. 3 AIFMV sind Finanzintermediäre die regelmäßig Finanzinstrumente verwalten oder mit diesen handeln auch „Wertpapierfirmen“ im Sinne von Art. 2 Abs. 2 Bst. i AIFMG bzw. Art. 3 Abs. 2 des Bankengesetz. Dabei kann die liechtensteinische Finanzmarktaufsicht Finanzintermediäre auch als Steller von Sicherheiten ohne Sicherheitsleistung anerkennen, wenn diese von der FMA zugelassen wurden und beaufsichtigt werden und ähnlichen aufsichtsrechtlichen Auflagen unterliegen wie Banken.
In Liechtenstein zugelassene Finanzintermediäre können in besonders berücksichtigungswürdigen Fällen auch als Versicherungsvermittler tätig werden und benötigen dann keinen oder nur teilweise einen Nachweis der beruflichen Qualifikation, sofern die Interessen der Versicherungsnehmer ausreichend gewahrt sind. Darüber entscheidet die liechtensteinische Finanzmarktaufsicht.
Andere Finanzintermediäre
Als andere Finanzintermediäre werden gemäß FMAG
- Treuhänder nach dem Treuhändergesetz,[21]
- Personen mit eingeschränkter Treuhänderbewilligungen nach Art. 180a PGR,
- teilweise Patentanwälte nach dem Patentanwaltsgesetz,[22]
- Wirtschaftsprüfer und Revisionsgesellschaften nach dem Gesetz über die Wirtschaftsprüfer und Revisionsgesellschaften,[23]

verstanden. Bis zum 31. Dezember 2013 wurden darunter auch Rechtsanwälte subsumiert, die bestimmte sorgfaltspflichtrelevante Tätigkeiten ausübten.

### Österreich
In Österreich wird anstelle des Finanzintermediärs der Rechtsbegriff des Finanzinstituts verwendet (beispielsweise in § 41 BWG).

### Schweiz
In der Schweiz gibt es für Finanzintermediäre einen sehr weiten Begriffsinhalt. Hierzu gehören nach Art. 2 Geldwäschereigesetz Banken, Vermögensverwalter, Investmentgesellschaften, Versicherungsunternehmen, Wertpapierhäuser, zentrale Gegenparteien, Zentralverwahrer, Zahlungssysteme, Handelssysteme, Spielbanken und sogar berufsmäßige Händler von Devisen, Edelmetallen, Effekten oder Rohstoffen.

## Volkswirtschaftliche Bedeutung
Eine moderne Volkswirtschaft kann nur dann funktionieren, wenn ein effizienter Kapitaltransfer und die effiziente Allokation von Zahlungsmittelüberschüssen und -defiziten sichergestellt sind. Dabei sorgen die Transformationsleistungen der Finanzintermediäre dafür, dass die zunächst meist nicht nachfragekonformen Finanzinstrumente und Finanzprodukte der Angebotsseite in nachfragegerechte umgewandelt werden. Die Allokation von kleinbetraglichen Ersparnissen auf vorhandenen größeren Kapitalbedarf bei anderen Wirtschaftssubjekten kann auf diese Weise zur Lenkung des Kapitals an die effizienteste Stelle beitragen. 
Die Unvollkommenheit des Kapitalmarkts kann unter anderem mit der Existenz von Finanzintermediären bewiesen werden, wenn sie zwischen Kreditnehmern und Kreditgebern vermitteln und zu einer weitgehenden Markträumung beitragen. Die einzelnen Anbieter und Nachfrager besitzen keine ausreichende Markttransparenz und Fachkenntnis, um ohne Finanzintermediäre auskommen zu können. Allerdings findet im Rahmen der Disintermediation eine teilweise Verlagerung von Transformationsleistungen zu Gunsten des Geld- oder Kapitalmarkts, großer Nichtbank-Konzerne (Holdings) oder Schattenbanken statt. 